# Andrew L. Lewis, Jr.
Pour les articles homonymes, voir Andrew Lewis et Lewis.
Andrew Lindsay Lewis Jr. dit Drew Lewis, né le 3 novembre 1931 à Broomall (Pennsylvanie) et mort le 10 février 2016 à Prescott (Arizona), est un homme politique américain. Membre du Parti républicain, il est secrétaire aux Transports des États-Unis entre 1981 et 1983 dans l'administration du président Ronald Reagan.